# Campeonato Panamericano de Béisbol Sub-12 de 2011
El Campeonato Panamericano de Béisbol Sub-12 de 2011 con categoría Infantil AA, se disputó en Ciudad de Guatemala, Guatemala del 21 al 30 de octubre de 2011. El oro se lo llevó Venezuela por duodécima vez.

## Equipos participantes
- Argentina
- Brasil
- El Salvador
- Guatemala
- Honduras
- Nicaragua
- Panamá
- Perú
- República Dominicana
- Venezuela

## Resultados
| Posición | Selección            |
| -------- | -------------------- |
|          | Venezuela            |
|          | Panamá               |
|          | Nicaragua            |
| 4°       | Brasil               |
| 5°       | Guatemala            |
| 6°       | República Dominicana |
| 7°       | El Salvador          |
| 8°       | Argentina            |
| 9°       | Honduras             |
| 10°      | Perú                 |